# Chantenay-Saint-Imbert
Chantenay-Saint-Imbert – miejscowość i gmina we Francji, w regionie Burgundia-Franche-Comté, w departamencie Nièvre.
Według danych na rok 1990 gminę zamieszkiwało 1201 osób, a gęstość zaludnienia wynosiła 29 osób/km² (wśród 2044 gmin Burgundii Chantenay-Saint-Imbert plasuje się na 193. miejscu pod względem liczby ludności, natomiast pod względem powierzchni na miejscu 65.).